# یوجا وانگ
یوجا وانگ (به چینی: 王羽佳) (زاده ۱۰ فوریه ۱۹۸۷) نوازنده پیانو اهل کشور چین است.

## زندگی‌نامه
یوجا وانگ در تاریخ ۱۰ فوریه ۱۹۸۷ در پکن و در خانواده‌ای اهل موسیقی به دنیا آمد. مادرش ژای رقصنده و پدرش وانگ ژیانگو نوازنده سازهای کوبه‌ای است و هر دو در پکن زندگی می‌کنند. یوجا آموزش موسیقی را از ۶ سالگی آغاز کرد. در ۷ سالگی وارد هنرستان مرکزی موسیقی شد و سه سال آنجا تحصیل موسیقی کرد. در ۱۱ سالگی به عنوان جوانترین هنرآموز در دانشگاه مونت رویال کلگری کانادا پذیرفته شد.
سپس به آموزشکده موسیقی کورتیس در فیلادلفیا رفت و در مه ۲۰۰۸ میلادی فارغ‌التحصیل شد.

## فعالیت حرفه‌ای

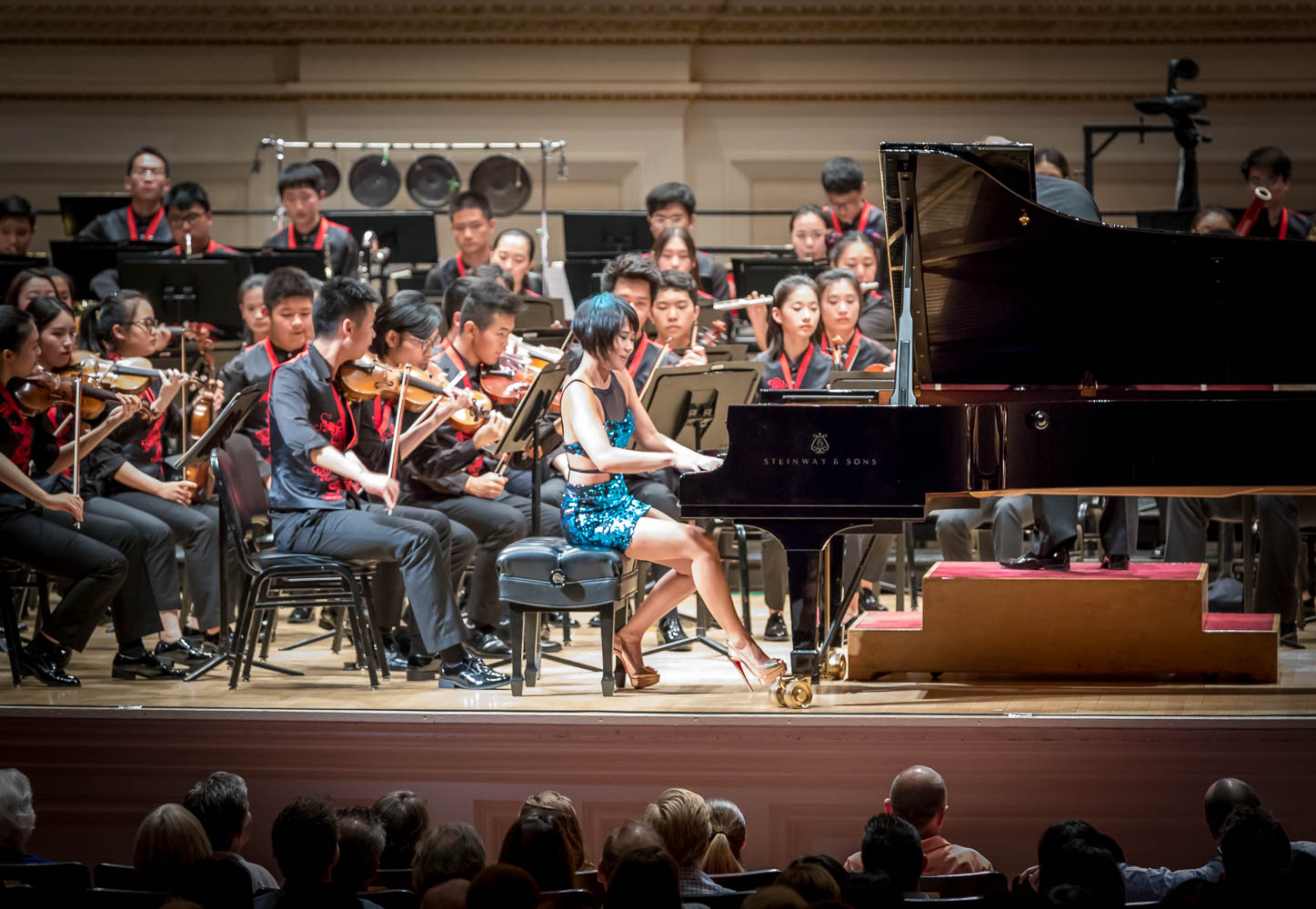
یوجا وانگ در حال نواختن پیانو

یوجا وانگ علی‌رغم سن اندکش یکی از بهترین نوازنده‌های جهان به‌شمار می‌رود و با بسیاری از ارکسترهای معروف جهان برنامه اجرا کرده‌است.
او دربارهٔ شیوه و فلسفه نوازندگیش چنین می‌گوید:
من در پی رسیدن به نوعی حالت شیفتگی و هیجان هستم که بر مخاطب اثر بگذارد و احساساتش را برانگیزد. آن نوع موسیقی باشد که همانند سیل، شنونده را با خود می‌برد
به خاطر سرعت بالای انگشتانش بر روی پیانو به او نام «انگشتهای پرنده» را داده‌اند. وانگ معتقد است نرمش انگشتهایش را مدیون مادرش است که یک بالرین بوده و انگشتهایش را مرتباً کش می‌آورده‌است. به همین دلیل همه جا می‌روند و می‌تواند قطعات پیچیده پیانو را بنوازد.
در سال ۲۰۰۹ اولین لوح فشرده نوازندگیش مشتمل بر سونات‌ها و اتودهایی از شوپن، اسکریابین و لیست منتشر شد. در سال‌های ۲۰۱۰، ۲۰۱۱ و ۲۰۱۲ نیز آثار دیگری از او منتشر شد.

## جوایز
- ۲۰۰۶ جایزه هنرمند جوان گیلمور
- ۲۰۰۹ هنرمند جوان سال گرامافون کلاسیک
- ۲۰۱۰ برنده کمک هزینه آوری فیشر
- ۲۰۱۱ جایزه هنرمند جوان سال اکو کلاسیک